# HD197451
HD197451 — хімічно пекулярна зоря спектрального класу F1, що має видиму зоряну величину в смузі V приблизно  7,2.
Вона  розташована на відстані близько 547,2 світлових років від Сонця.

## Пекулярний хімічний склад
Зоряна атмосфера HD197451 має підвищений вміст 
Cr
.